# Ramal de Mangaratiba (Estrada de Ferro Central do Brasil)
O Ramal de Mangaratiba da Estrada de Ferro Central do Brasil é uma ferrovia brasileira, em bitola larga, que liga a cidade do Rio de Janeiro a cidade de Mangaratiba (RJ). O ramal parte da Linha do Centro na Estação Deodoro, atravessa toda a região do Zona Oeste do Rio de Janeiro, Itaguaí, até chegar a Mangaratiba, na Ilha Guaíba. Na ilha há um grande terminal portuário e ferroviário para transporte de minério de ferro, pertencente à Vale S.A.
Atualmente a ferrovia é operada pela MRS Logística entre a Estação Brisamar, em Itaguaí e a Ilha Guaíba em Mangaratiba. Já o trecho inicial da linha entre a estação Estação Deodoro e a Estação Santa Cruz, está sob administração da SuperVia, nos trens metropolitanos de passageiros.

## História
O Ramal de Mangaratiba, foi inaugurado em 1878, partindo da Estação de Sapopemba (atual Estação Deodoro) até o distante subúrbio de Santa Cruz. Em 1911, foi prolongado até Itaguaí e em 1914 chegou a Mangaratiba.
Inicialmente era chamado de Ramal de Angra, pois pelo projeto original, deveria ser prolongado até alcançar Angra dos Reis, onde em 1928, a Estrada de Ferro Oeste de Minas havia chegado com a linha vinda de Barra Mansa (RJ), mas isto nunca aconteceu.
Em 1973, foi construída pela RFFSA, uma variante que partia da Estação Japeri, na Linha do Centro, e seguia até a parada de Brisamar, se conectando com o Ramal de Mangaratiba. Esta variante desviou o fluxo de trens de minério com destino aos portos, da área mais adensada da Região Metropolitana do Rio de Janeiro. Por conta disso, o trecho entre Santa Cruz e Brisamar acabou sendo utilizado somente pelos trens de passageiros de médio percurso destinados a Mangaratiba, já que os trens de subúrbio, circulavam somente entre Deodoro e Santa Cruz, de onde voltavam, por ser o ponto final da tração elétrica.

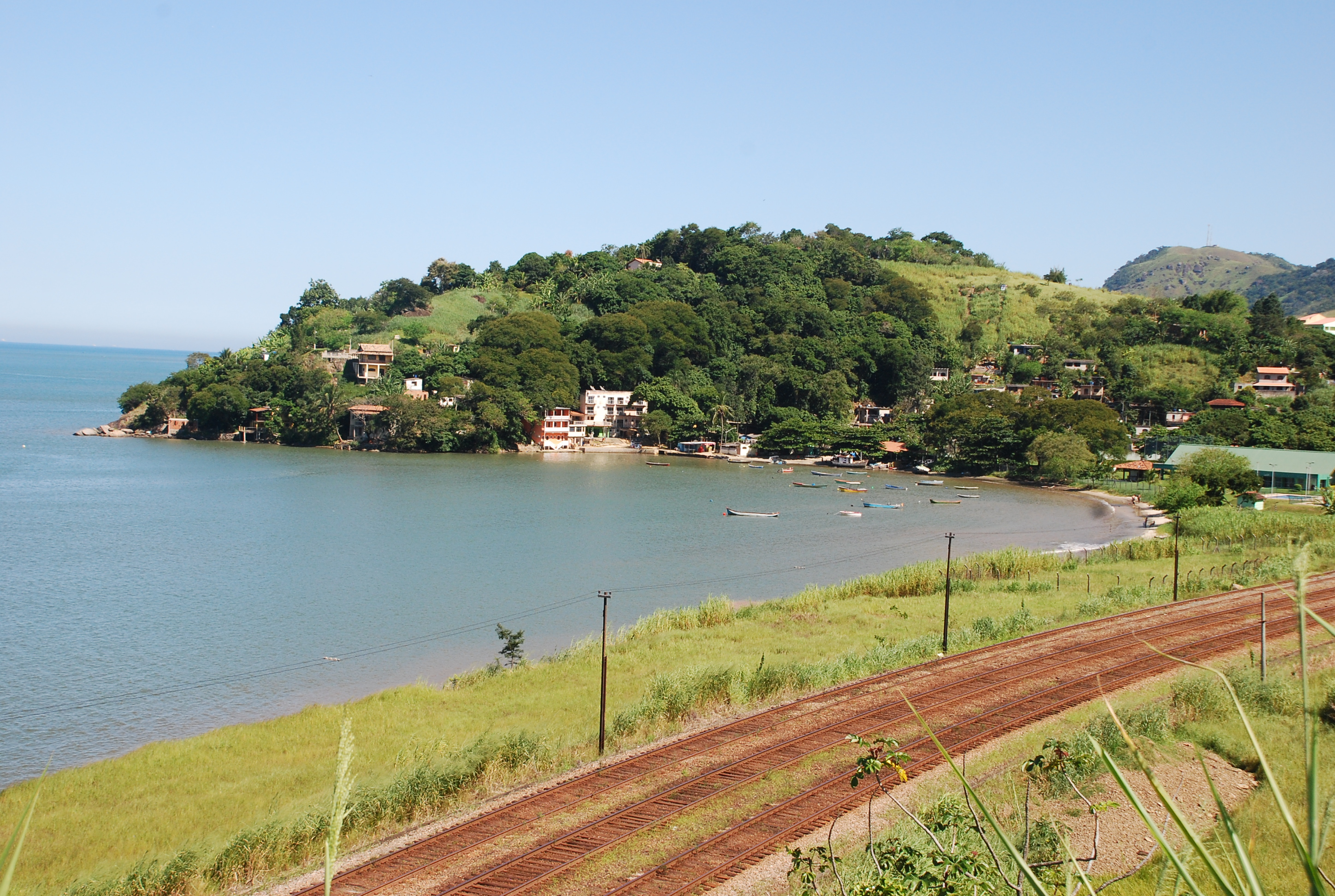
O ramal conta com trechos belíssimos, próximos ao mar e ao longo das praias, tendo transportado passageiros em toda a sua extensão, até 1982.

Ainda em 1973, foi construído na Ilha Guaíba, um grande terminal marítimo para embarque de minério de ferro em navios. Uma ponte ferroviária com 1.705m de extensão, liga a área continental de Mangaratiba à Ilha Guaíba, onde há viradores de vagões para descarregar os longos trens de minério.
No início da década de 1980, o trecho original do ramal que se destinava à região central de Mangaratiba acabou desativado, juntamente com os trens de médio percurso que trafegavam por toda a linha, mantendo-se somente a operação local dos cargueiros destinados aos portos de Itaguaí e de Guaíba. Nesse meio tempo, a CBTU ainda disponibilizou trens de subúrbio que realizavam a curta ligação de passageiros num dos trechos iniciais do ramal, entre as estações de Santa Cruz e de Itaguaí. Com o fim da operação dos trens em 1990, o trecho acabou caindo em desuso.
Na década de 1990, cogitou-se uma duplicação do trecho entre Santa Cruz e Itaguaí pela CBTU, visando atender ao polo petroquímico daquela cidade, mas isto nunca aconteceu.

## Operação
Em 1996, o Ramal de Mangaratiba, juntamente com a Linha do Centro, foi concedida para a empresa MRS Logística, pela RFFSA. O ramal transporta grande volume de minério de ferro vindo de Minas Gerais, via Ferrovia do Aço, para os portos de Itaguaí e para o Terminal da Ilha Guaíba (TIG), pertencente a Vale S.A..  
O trecho inicial da linha entre a estação Estação Deodoro e a Estação Santa Cruz, estão em operação como linha de subúrbio da SuperVia. O trecho intermediário entre Santa Cruz e Brisamar está abandonado.